# Denkmalgeschützte Objekte im Okres Čadca

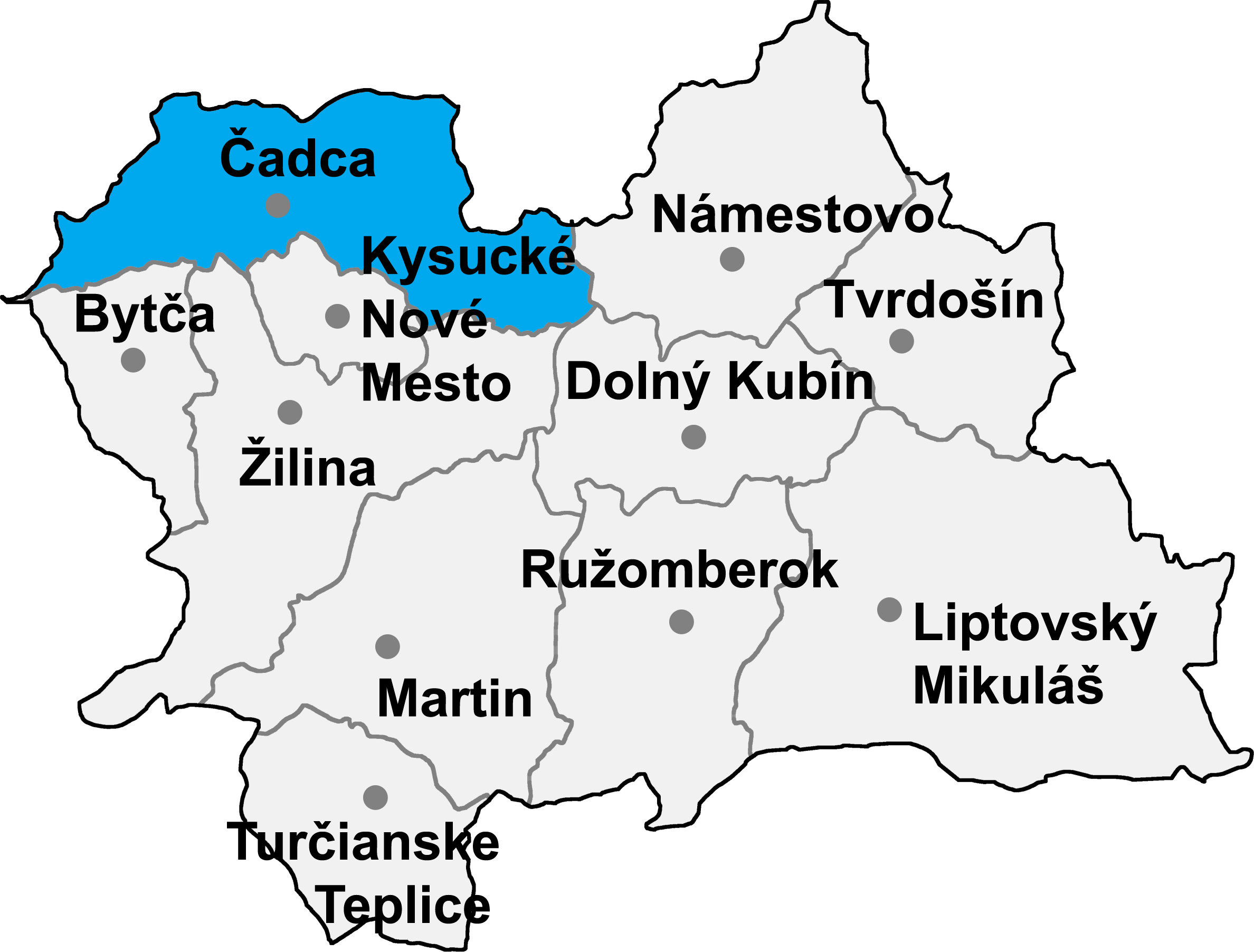

Im Okres Čadca bestehen 114 denkmalgeschützte Objekte. Die unten angeführte Liste führt zu den Gemeindelisten und gibt die Anzahl der Objekte an. In Gemeinden, die nicht verlinkt sind, existieren keine geschützten Objekte.
| Gemeindeliste        | Objektanzahl |
| -------------------- | ------------ |
| Čadca (Tschadsa)     | 19           |
| Čierne               | 1            |
| Dlhá nad Kysucou     | 12           |
| Dunajov              | 0            |
| Klokočov             | 6            |
| Klubina              | 6            |
| Korňa                | 3            |
| Krásno nad Kysucou   | 1            |
| Makov                | 8            |
| Nová Bystrica        | 4            |
| Olešná               | 0            |
| Oščadnica            | 6            |
| Podvysoká            | 1            |
| Radôstka             | 4            |
| Raková               | 9            |
| Skalité              | 4            |
| Stará Bystrica       | 5            |
| Staškov              | 0            |
| Svrčinovec           | 0            |
| Turzovka             | 8            |
| Vysoká nad Kysucou   | 10           |
| Zákopčie             | 7            |
| Zborov nad Bystricou | 0            |